# مايت آند ماجك
مايت آند ماجك (Might and Magic؛ "القوة والسحر") هي سلسلة ألعاب فيديو ابتكرتها نيو وورلد كومبيوتينج، والتي استحوذت عليها شركة 3DO في عام 1996. بدأت السلسلة كألعاب فيديو تقمّص الأدوار. بيعت رخصة هذه المنتجات إلى شركة يوبي سوفت مقابل 1.3 مليون دولار أمريكي. تتألف السلسلة من 9 ألعاب رئيسية، بالإضافة إلى العديد من الألعاب الفرعية مثل سلسلة هيروز أوف مايت آند ماجك.

## نبذة
تدور أحداث سلسلة ألعاب مايت آند ماجك في القرون الوسطى في عالم خيالي. يتحكم اللاعب بمجموعة من الشخصيات، لكل منهم صنف مميز. يتحكم اللاعب بالشخصية من خلال منظور الشخص الأول، رغم تغير هذا النظام في الأجزاء اللاحقة. العالم في هذه الألعاب غالباً ما يكون كبيراً، مما يتطلب ساعات عديدة لإنهاء اللعبة.

## قائمة الألعاب

### السلسلة الرئيسية
- القوة والسحر: سر الحرم الداخلي (Might and Magic: The Secret of the Inner Sanctum، عام 1986 لأنظمة: أبل 2، ماكنتوش، دوس، كومودور 64، نينتندو إنترتينمنت سيستم، صخر، توربو جرافكس CD)
- القوة والسحر 2: بوابات لعالم آخر (Might and Magic II: Gates to Another World، عام 1988 لأنظمة: أبل 2، أميجا، دوس، كومودور 64، ماكنتوش، ميجا درايف، سوبر نينتندو إنترتينمنت سيستم، صخر، توربو جرافكس CD)
- القوة والسحر 3: جزر تيرا (Might and Magic III: Isles of Terra، عام 1991 لأنظمة: دوس، ماكنتوش، أميجا، سوبر نينتندو إنترتينمنت سيستم، ميجا درايف، ميجا CD، توربو جرافكس CD)
- القوة والسحر 4: غيوم زين (Might and Magic IV: Clouds of Xeen، عام 1992 لأنظمة: دوس، ماكنتوش)
- القوة والسحر 5: الجانب المظلم لزين (Might and Magic V: Darkside of Xeen، عام 1993 لأنظمة: دوس، ماكنتوش)
- القوة والسحر 6: انتداب الجنة (Might and Magic VI: The Mandate of Heaven، عام 1998 لمايكروسوفت ويندوز)
- القوة والسحر 7: للدم والشرف (Might and Magic VII: For Blood and Honor، عام 1999 لمايكروسوفت ويندوز)
- القوة والسحر 8: يوم المدمر (Might and Magic VIII: Day of the Destroyer، عام 2000 لمايكروسوفت ويندوز)
- القوة والسحر 9 (Might and Magic IX، عام 2002 لمايكروسوفت ويندوز)

### الألعاب الأخرى
- أبطال القوة والسحر (Heroes of Might and Magic، سلسلة مكونة من 5 ألعاب)
- صليبيو القوة والسحر (Crusaders of Might and Magic، عام 1999 لأنظمة مايكروسوفت ويندوز، بلاي ستيشن)
- محاربو القوة والسحر (Warriors of Might and Magic، عام 2000 لأنظمة بلاي ستيشن، بلاي ستيشن 2، جيم بوي كلر)
- أساطير القوة والسحر (Legends of Might and Magic، عام 2001 لمايكروسوفت ويندوز)
- القوة والسحر للنقال (Might and Magic Mobile، لعبتا جافا للهواتف النقالة)
- مسيح ظلام القوة والسحر (Dark Messiah of Might and Magic، عام 2006 لأنظمة مايكروسوفت ويندوز، إكس بوكس 360)
- القوة والسحر: اصطدام الأبطال (Might & Magic: Clash of Heroes، عام 2009 لنينتندو DS)